# Blockade Australia
Blockade Australia es un grupo de acción directa en Australia que bloquea vías ferroviarias y carreteras en los puertos para «forzar el cambio urgente y a gran escala necesario para la supervivencia». Se describen a sí mismos como «comprometidos a tomar las medidas necesarias para romper los cuellos de botella económicos de Australia y detener el proyecto colonial explotador». La acción directa también se utiliza para informar al público «que la crisis climática es una amenaza para la vida en la Tierra, que los sistemas que están en el poder en este continente y en todo el mundo están causando la crisis y no tienen capacidad, y mucho menos voluntad, para cambiar».

## Acciones

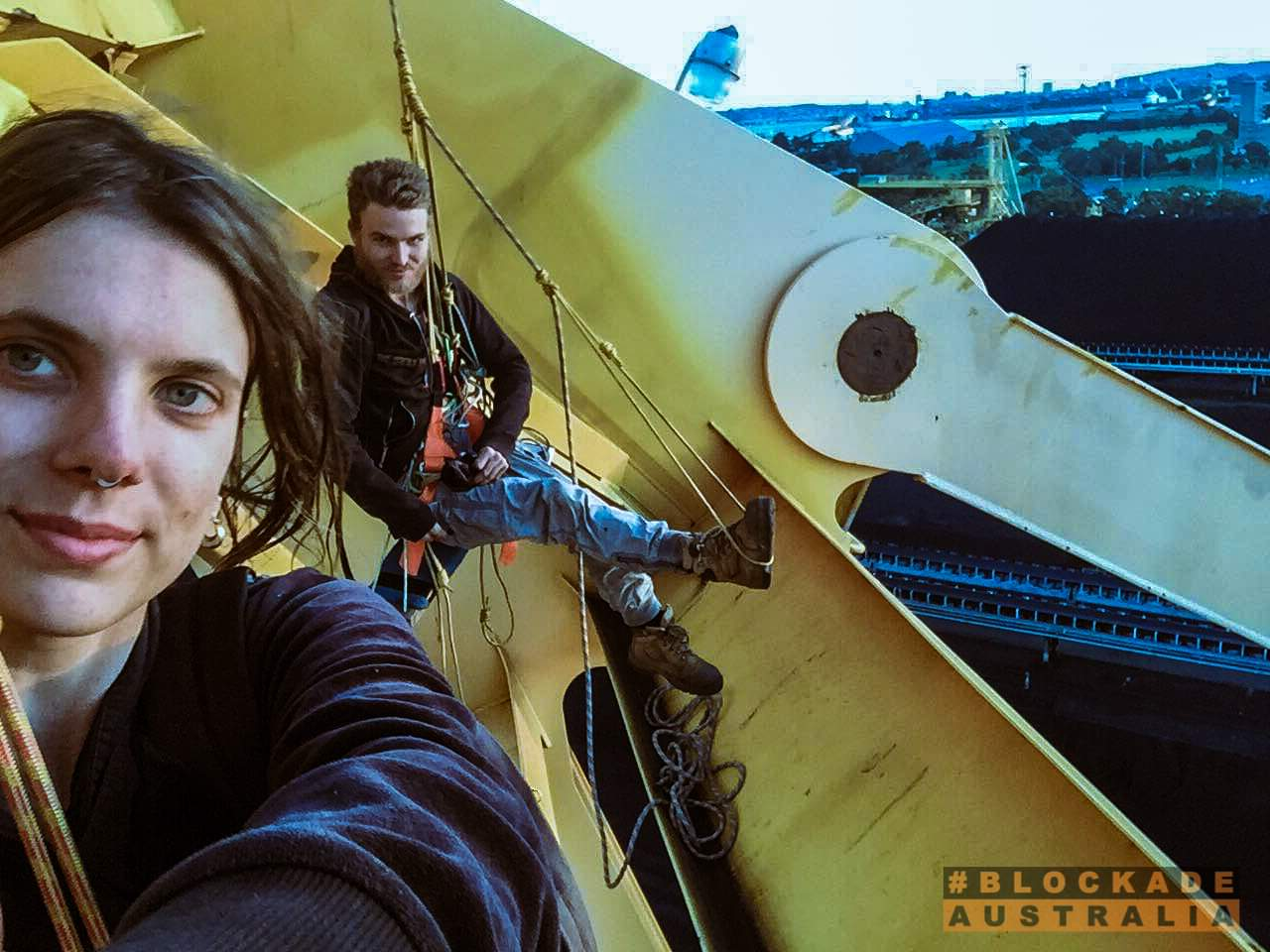
Dos personas que participaron en Blockade Australia cerraron el puerto de carbón más grande del mundo en Newcastle

### Puerto de Newcastle
En noviembre de 2021, los miembros de Blockade Australia llevaron a cabo dos semanas de acción directa no violenta usando sus cuerpos, cuerdas y pegamento para cerrar la actividad en el Puerto de Newcastle, región de Hunter, el puerto de carbón más grande del mundo. Como resultado de las acciones, 27 personas fueron arrestadas, incluidos nuevos activistas climáticos y algunos conocidos por su participación en Front Line Action on Coal (FLAC) y Extinction Rebellion . Eric Sergeio Herbert fue condenado a 12 meses de prisión por subirse a un tren cargado de carbón. En virtud del artículo 42C de la Ley de Confiscación de los Productos del Delito de 1989 (NSW), la policía de NSW emitió una orden de congelamiento sobre la camioneta Hyundai Kona 2018 de Sasha, de 26 años, en la que había estado viviendo, por su presunta participación en las acciones. La policía de Nueva Gales del Sur allanó el Centro Ambiental Comunitario Hunter de Newcastle, a pesar de que éste y sus miembros no tenían ninguna conexión con Blockade Australia y el cierre del Puerto de Carbón de Newcastle.
En julio de 2024, el grupo organizó protestas en la línea ferroviaria Hunter que afectaron a los trenes de carbón y a más de 200 trenes de pasajeros.

### Puerto Botany
El 22 de marzo de 2022, la Australian Broadcasting Corporation (ABC) vinculó a un hombre con Blockade Australia tras presuntamente haberse suspendido de un poste en Puerto Botany. Más tarde esa misma semana, se anunció la revocación de las visas y la deportación de dos estudiantes de nacionalidad alemana por estas acciones. El activista climático Maxim O'Donnell Curmi fue encarcelado durante cuatro meses por entrar corriendo a Puerto Botany y subirse a una grúa.

### Sídney
Blockade Australia planeó una serie de acciones y bloqueos en Sídney para junio y julio de 2022.
En los días previos a la semana de acciones planificada, el campamento de Blockade Australia, ubicado en una propiedad en Colo, Nueva Gales del Sur, estaba siendo vigilado por la policía. Un miembro del grupo vio a dos policías camuflados, sin que ellos lo supieran, y les preguntó quiénes eran. Tras permanecer inmóviles un rato, "como si se hicieran los muertos", se informó que uno de los policías camuflados dijo "nos han comprometido" por una radio encubierta antes de chocar con un coche sin distintivos al que se le impidió salir del campamento. Se obtuvo una orden de registro y se inició un allanamiento en el campamento. Al menos 10 personas fueron acusadas en relación con el allanamiento.
Unos días después, en un campamento de Blockade Australia en Ebenezer, en otro allanamiento, otras dos personas fueron arrestadas en relación con el allanamiento anterior en Colo. Una de las personas arrestadas fue Caroline Kirk, anciana de Koori Ngemba.
Durante la protesta del 28 de julio de 2022, 10 personas fueron arrestadas. La mayoría de los arrestados provenían de otros estados.
Se impuso una orden de no asociación a 38 activistas de Blockade Australia.

## Respuestas
El ex vice primer ministro Barnaby Joyce declaró sobre el cierre del puerto de Newcastle: «Si tienen otras maneras de que esta nación gane dinero ahora mismo, entonces estamos todos atentos... pero mientras tanto, tenemos que ganar dinero».
El tesorero y ministro de energía de Nueva Gales del Sur, Matt Kean, ha pedido a la policía que sancione duramente a los activistas de Blockade Australia.
El secretario parlamentario de Hunter, Taylor Martin, declaró: «Apoyo a la policía en la búsqueda de la máxima pena posible para cualquiera que esté involucrado en estos actos absurdos». Martin también estimó que «los activistas han retrasado 60 millones de dólares en exportaciones y 100 000 dólares en regalías por cada tren».
Los miembros del Parlamento de Nueva Gales del Sur citaron las actividades de Blockade Australia como una motivación clave para el aumento de las sanciones penales para los manifestantes en virtud del Proyecto de Ley de Enmienda a la Legislación Vial y Criminal de 2022.